# Menengai
Menengai je štítová sopka v Keni. Nachází se ve Východoafrickém riftu 10 km severně od města Nakuru a 24 km jižně od zemského rovníku. Pochází z doby před 200 000 lety. Sopka zaujímá plochu 30 km² a dosahuje nadmořské výšky 2 278 metrů. Její kaldera měří 12 km na délku a 8 km na šířku a je druhá největší v Africe. Poslední erupce vulkánu je datována do 7. tisíciletí př. n. l., v kráteru se nacházejí aktivní fumaroly. Existuje projekt na ekonomické využití místní geotermální energie.
Název hory znamená v masajském jazyce „sídlo mrtvých“ a je odvozován od velkého masakru z roku 1854, kdy se zde střetly znepřátelené klany. Nacházejí se zde jeskyně, které domorodci považují za posvátné.
Na svazích sopky roste les, v němž převažují akácie a kafrodyšníky a obývá ho bahnivec horský, kočkodan červenozelený a orel damaní. Vulkanická půda je využívána k pěstování kukuřice, kávovníku a agáve sisalové.